# 보야카 전투

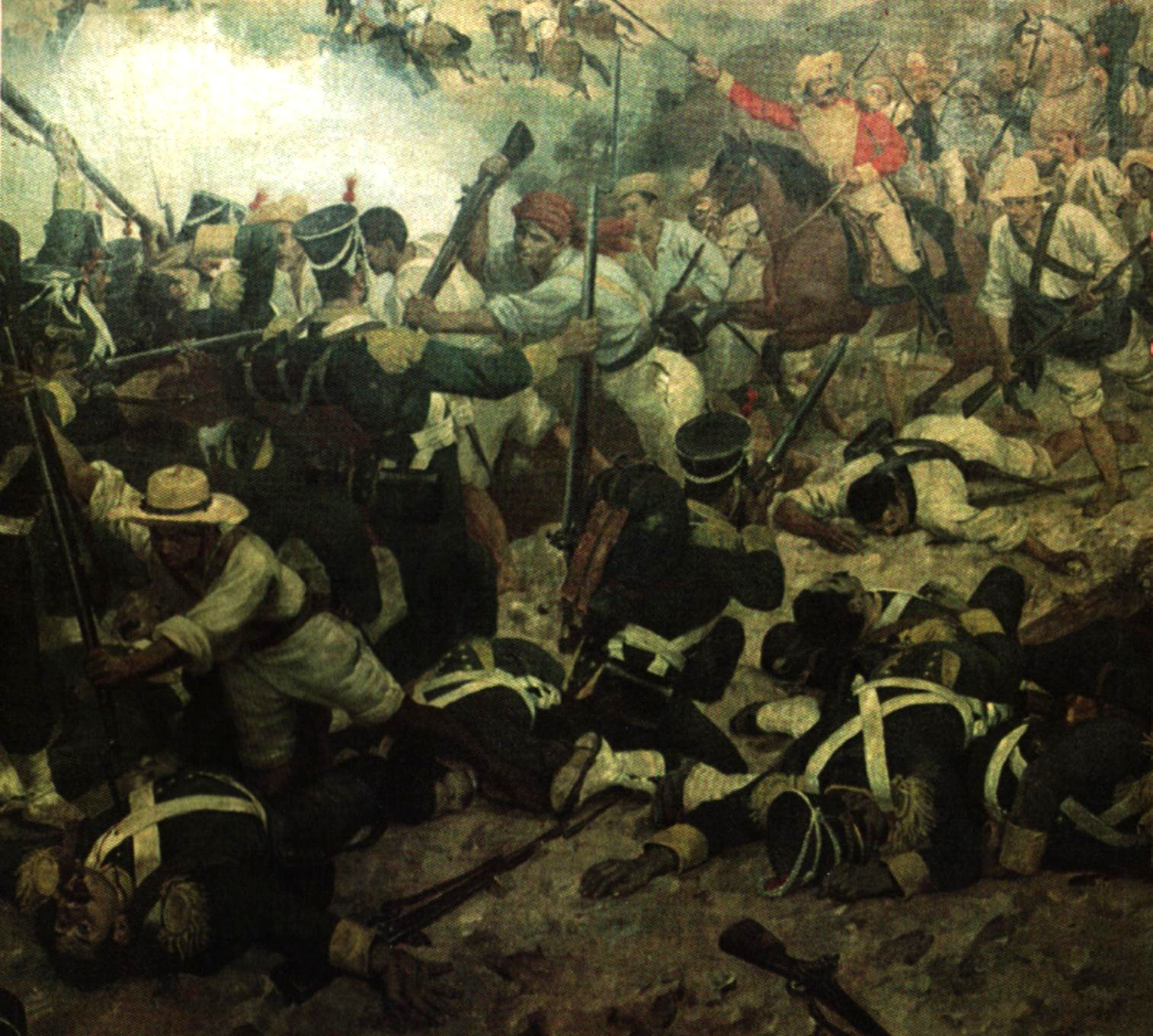
보야카 전투

보야카 전투(스페인어: La batalla de Boyacá 라 바타야 데 보야카[*])는 시몬 볼리바르의 독립 혁명 군대와 스페인 제국 군대가 일으킨 전투이다.

## 개요
아메리카 대륙이 스페인에 침략당한 이후, 이곳에서 태어나는 사람들도 증가했다. 하지만 그들은 실제로 본토출신에 비해 천한 대우를 받았다. 이는 동족간의 갈등을 일으켰고, 결국 전투로 번진 것이다.
그러자 독립주의자였던 시몬 볼리바르, 안토니오 나리뇨 등은 독립을 위해 스페인과 투쟁하였고, 여기서 전투가 시작된다.  오늘날 8월 7일은 보야카 전투 기념일로, 휴일이라고 한다.